# Natalia Przybysz
Natalia Maria Przybysz, również N’Talia i Natu  (ur. 1 września 1983 w Warszawie) – polska piosenkarka i autorka tekstów, znana przede wszystkim z występów w zespole Sistars, którego była współzałożycielką. Od 2006 prowadzi solową działalność artystyczną. Członkini Akademii Fonograficznej ZPAV.

## Życiorys

### Edukacja
Jest absolwentką 21 Społecznego Liceum Ogólnokształcącego im. Jerzego Grotowskiego w Warszawie i Państwowej Ogólnokształcącej Szkoły Muzycznej I st. im. Emila Młynarskiego w klasie wiolonczeli.

### Kariera muzyczna
W 2001 wraz z siostrą Pauliną rozpoczęła występowanie w zespole Sistars, w którym śpiewała z przerwami do 2013. Wspólnie nagrały dwa albumy studyjne: Siła sióstr (2003) i A.E.I.O.U. (2005) oraz dwukrotnie otrzymały Europejską Nagrodę Muzyczną MTV dla najlepszego polskiego wykonawcy.
W 2006 podjęła solową działalność artystyczną. Pierwszy album, anglojęzyczny Maupka Comes Home, nagrała w duecie z producentem muzycznym Envee i wydała w 2008 nakładem wytwórni muzycznej Galapagos Music. Do pochodzącego z płyty utworu „Lion Girl” zrealizowała teledysk. Również w 2008 gościła na debiucie solowym Pauliny Przybysz pt. Soulahili, śpiewając w utworze „Sismachine”.

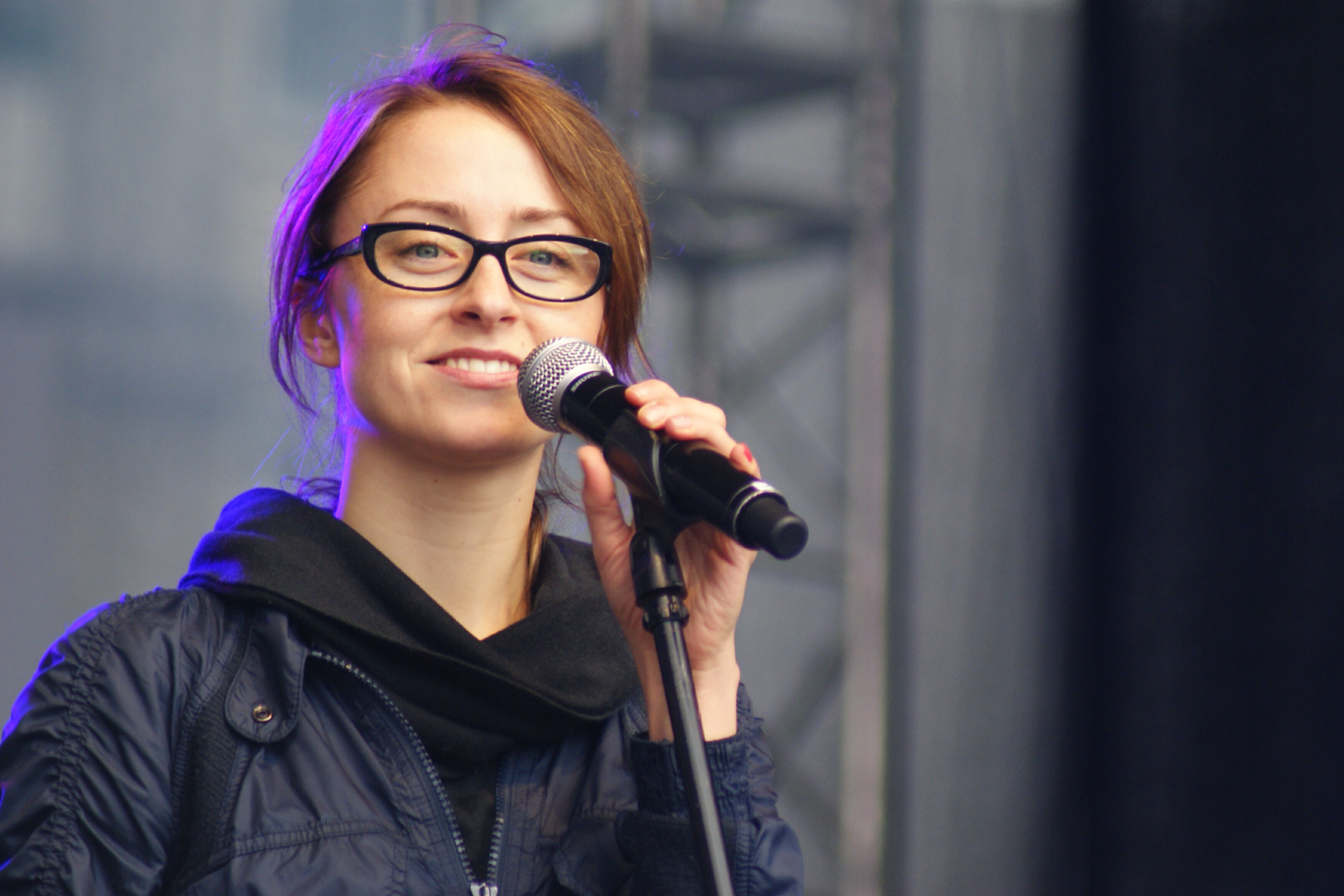
Przybysz (2011)

Latem 2010 podpisała kontrakt wydawniczy z oficyną Mystic Production. 20 września wydała drugi, w znaczniej części polskojęzyczny album pt. Gram duszy. Wydawnictwo, promowane teledyskami do utworów „Gwiazdy” i „Ocean Prayer”, uplasowało się na 43. miejscu polskiej listy przebojów – OLiS. W 2011 za album otrzymała nominację do nagrody polskiego przemysłu fonograficznego Fryderyka za album roku hip-hop / R&B / reggae. W 2012 wraz z Pauliną Przybysz wystąpiła w drugiej edycji programu TVP2 Bitwa na głosy.
W 2013 wydała, nakładem wytwórni Warner Music Poland, trzeci solowy album studyjny pt. Kozmic Blues: Tribute to Janis Joplin, na której umieściła swoje interpretacje piosenek z repertuaru amerykańskiej wokalistki Janis Joplin i jeden autorski utwór, który napisała z Jerzym Zagórskim. Wydawnictwo promowała teledyskami do utworów: „Niebieski” i „Maybe”. Z „Maybe” zadebiutowała na Liście przebojów Programu Trzeciego, plasując się na 29. miejscu. Równolegle z Pauliną Przybysz utworzyła zespół pod nazwą Archeo Sisters, jak również wzięła udział w projekcie Dariusza Malejonka Panny wyklęte, na której potrzeby nagrała partie wokalne z Pauliną Przybysz i mamą Anną do utworu „Czarno – biały”.
W 2014 dołączyła do zespołu Raphaela Rogińskiego – Shy Albatross. 17 listopada wydała czwarty solowy album studyjny pt. Prąd, za który w 2017 uzyskała status platynowej płyty, sprzedając go w nakładzie 30 tys. egzemplarzy w Polsce. Premierę płyty poprzedziła wydaniem singla „Miód”. Również w 2015 otrzymała nominację do SuperJedynki w kategorii SuperArtystka. W czerwcu 2016 wystąpiła na 53. Krajowym Festiwalu Piosenki Polskiej w Opolu, na którym zaśpiewała utwór „Są na tym świecie rzeczy” w duecie ze Stanisławem Sojką, jak również solowo piosenkę „Ach, śpij kochanie” z repertuaru Eugeniusza Bodo. Od 2017 wydała jeszcze cztery albumy: Światło nocne (2017), Jak malować ogień (2019), Zaczynam się od miłości (2022; umieściła na nim niezaśpiewane teksty Kory w swojej interpretacji, a także dwie autorskie piosenki) i TAM (2023).

### Działalność pozamuzyczna

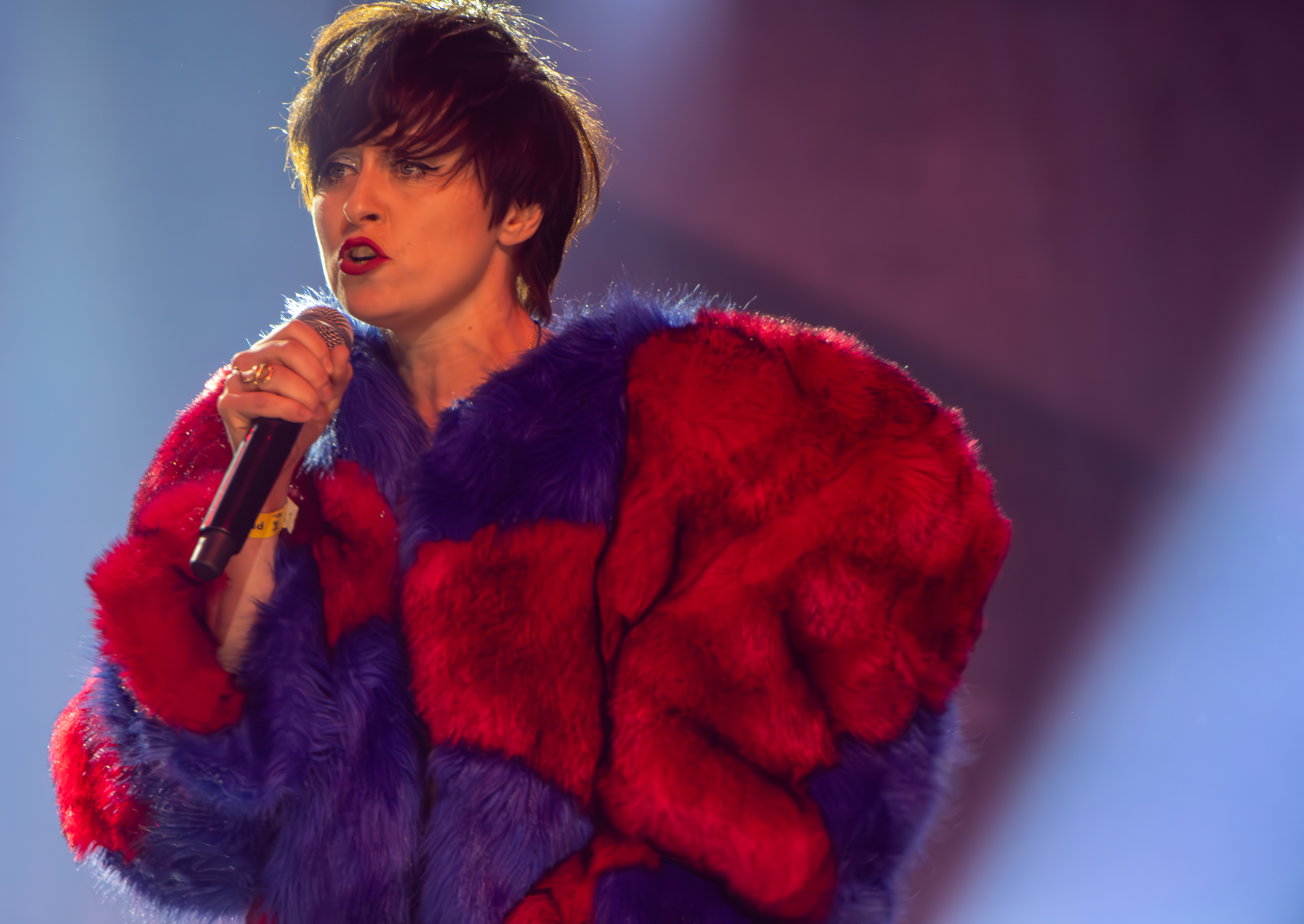
Przybysz na gali Fryderyków 2024

W 2009 została ambasadorką kampanii „Stop Malarii” organizowanej przez Polski Czerwony Krzyż, a w 2010 – kampanii „Avon kontra rak piersi – Wielka Kampania Życia” propagującej profilaktyczne badania wśród kobiet. W 2012 wzięła udział w kampanii społecznej „Zostań wege na 30 dni” fundacji Viva!, a w 2013 uczestniczyła w akcji Greenpeace Polska „Adoptuj Pszczołę” na rzecz ochrony pszczół oraz kampanii Społecznego Komitetu ds. AIDS „Projekt Test:Pokolenie Minus” propagującej profilaktyczne testy na obecność wirusa HIV u kobiet w ciąży.

## Życie prywatne
Z nieformalnego związku z Wojciechem Zagórskim ma córkę Anielę (ur. 2010) i syna Jeremiego (ur. 2012). Brat Zagórskiego, Jerzy, jest muzykiem i członkiem zespołu piosenkarki.
W kwietniu 2017 została jej przyznana nagroda „Superbohaterki 2016” przez kapitułę oraz w plebiscycie publiczności za wywiad w „Wysokich Obcasach”, w którym opowiedziała o aborcji, której dokonała w poprzednim roku.
Jest weganką. Angażuje się w różne akcje ekologiczne i prozdrowotne. Sprzeciwia się zabijaniu zwierząt dla celów spożywczych, jak i w celu tworzenia ubrań ze skóry niektórych z nich.

## Dyskografia
| Zespół Natalii Przybysz |
| --- |
| Obecny skład zespołu Natalii Przybysz - Mateusz Waśkiewicz – gitara - Jerzy Zagórski – gitara - Filip Jurczyszyn – gitara basowa - Hubert Zemler – perkusja Byli członkowie zespołu - Piotr Zabrodzki – instrumenty klawiszowe - Wojciech Traczyk – gitara basowa - Katarzyna Piszek – wokal wspierający - Magda Kowalska – wokal wspierający - Katarzyna Dereń – wokal wspierający |

### Albumy
| Rok  | Dane dot. albumu | Pozycja na liście | Certyfikat             | Sprzedaż       |
| Rok  | Dane dot. albumu | POL               | Certyfikat             | Sprzedaż       |
| ---- | --- | ----------------- | ---------------------- | -------------- |
| 2008 | Maupka Comes Home (oraz Envee) - Data: 19 września 2008 - Wydawca: Galapagos Music - Format: CD, digital download          | 18                |                        |                |
| 2010 | Gram duszy - Data: 20 września 2010 - Wydawca: Mystic Production - Format: CD, digital download                            | 43                |                        |                |
| 2013 | Kozmic Blues: Tribute to Janis Joplin - Data: 3 czerwca 2013 - Wydawca: Warner Music Poland - Format: CD, digital download | 37                |                        |                |
| 2014 | Prąd - Data: 17 listopada 2014 - Wydawca: Warner Music Poland - Format: CD, digital download, winyl                        | 3                 | - POL: platynowa płyta | - POL: 30 000+ |
| 2017 | Światło nocne - Data: 1 września 2017 - Wydawca: Warner Music Poland - Format: CD, digital download, winyl                 | 3                 |                        |                |
| 2019 | Jak malować ogień - Data: 25 października 2019 - Wydawca: Kayax - Format: CD, digital download, winyl                      | 6                 |                        |                |
| 2021 | MTV Unplugged - Data: 19 marca 2021 - Wydawca: Kayax - Format: CD, digital download                                        | 4                 |                        |                |
| 2022 | Zaczynam się od miłości - Data: 11 marca 2022 - Wydawca: Kayax - Format: CD, digital download, winyl                       | 6                 |                        |                |
| 2023 | Tam - Data: 13 października 2023 - Wydawca: Kayax - Format: CD, digital download, winyl                                    | 6                 |                        |                |

### Single
| Rok                          | Tytuł                                                    | Pozycja na liście | Pozycja na liście | Pozycja na liście | Pozycja na liście | Album                                      |
| Rok                          | Tytuł                                                    | LP3               | PRO               | RDC               | UWM               | Album                                      |
| ---------------------------- | -------------------------------------------------------- | ----------------- | ----------------- | ----------------- | ----------------- | ------------------------------------------ |
| 2013                         | „Niebieski”                                              | –                 | 31                | –                 | 15                | Kozmic Blues: Tribute to Janis Joplin      |
| 2013                         | „Move Over”                                              | 36                | –                 | –                 | –                 | Kozmic Blues: Tribute to Janis Joplin      |
| 2013                         | „Maybe”                                                  | 29                | –                 | –                 | 32                | Kozmic Blues: Tribute to Janis Joplin      |
| 2014                         | „Miód”                                                   | 30                | 15                | –                 | 25                | Prąd                                       |
| 2014                         | „Nazywam się niebo”                                      | 4                 | –                 | 1                 | 13                | Prąd                                       |
| 2015                         | „Prąd”                                                   | 18                | –                 | –                 | –                 | Prąd                                       |
| 2015                         | „Nie będę twoją laleczką”                                | 14                | –                 | –                 | –                 | Prąd                                       |
| 2015                         | „Królowa śniegu”                                         | 25                | –                 | –                 | 26                | Prąd                                       |
| 2015                         | „Burning Down the House” (oraz Paulina Przybysz)         | 40                | –                 | –                 | –                 | Sounds of the 80s                          |
| 2016                         | Voo Voo – „To co zostanie” (gościnnie: Natalia Przybysz) | 20                | –                 | –                 | –                 | 30 Lat Voo Voo                             |
| 2016                         | „Przez sen”                                              | –                 | –                 | –                 | –                 | Światło nocne                              |
| 2017                         | „Światło nocne”                                          | 25                | –                 | –                 | 10                | Światło nocne                              |
| 2017                         | „Świat wewnętrzny”                                       | 23                | –                 | –                 | 4                 | Światło nocne                              |
| 2017                         | „S.O.S.”                                                 | 24                | –                 | –                 | –                 | Światło nocne                              |
| 2017                         | „Dzieci malarzy”                                         | 30                | –                 | –                 | 1                 | Światło nocne                              |
| 2018                         | „Czarny”                                                 | 31                | –                 | –                 | 8                 | Światło nocne                              |
| 2019                         | „Ciepły wiatr”                                           | 19                | –                 | –                 | 5                 | Jak malować ogień                          |
| 2019                         | „Ogień”                                                  | 32                | 27                | 1                 | 6                 | Jak malować ogień                          |
| 2020                         | „Kochamy się źle”                                        | 35                | –                 | –                 | 5                 | Jak malować ogień                          |
| 2020                         | „Że jestem”                                              | X                 | –                 | –                 | –                 | Jak malować ogień                          |
| 2021                         | „Ciepły wiatr” (gościnnie: Skubas)                       | X                 | 1                 | –                 | 1                 | MTV Unplugged                              |
| 2021                         | „Królowa śniegu” (gościnnie: Hania Rani)                 | X                 | –                 | –                 | 9                 | MTV Unplugged                              |
| 2021                         | „Sto lat” (gościnnie: Ralph Kaminski)                    | X                 | –                 | –                 | 1                 | MTV Unplugged                              |
| 2021                         | „Manifest Kory 27.11.2012”                               | X                 | –                 | –                 | –                 | Zaczynam się od miłości (edycja specjalna) |
| 2021                         | „Oko cyklonu”                                            | X                 | 4                 | –                 | 3                 | Zaczynam się od miłości                    |
| 2022                         | „Zew”                                                    | X                 | 7                 | –                 | –                 | Zaczynam się od miłości                    |
| 2022                         | „Jest miłość”                                            | X                 | –                 | –                 | –                 | Zaczynam się od miłości                    |
| 2023                         | „Za zimną wodę”                                          | X                 | –                 | –                 | –                 | Tam                                        |
| 2023                         | „Do zobaczenia do jutra”                                 | X                 | –                 | –                 | –                 | Tam                                        |
| 2023                         | „O czymś innym” (oraz Mrozu)                             | X                 | –                 | –                 | –                 | Tam                                        |
| 2023                         | „Tam”                                                    | X                 | –                 | –                 | –                 | Tam                                        |
| „–” singel nie był notowany. |                                                          |                   |                   |                   |                   |                                            |

### Inne
| Tytuł                                                    | Rok  | Uwagi                                                                          | Źródło |
| -------------------------------------------------------- | ---- | ------------------------------------------------------------------------------ | ------ |
| Kapela ze Wsi Warszawa – Infinity                        | 2008 | gościnnie śpiew w utworze „Heartbeat”                                          | [ 50 ] |
| Pinnawela – Soulahili                                    | 2008 | gościnnie śpiew w utworze „Sismachine”                                         | [ 51 ] |
| Stanisław Soyka Sextet – Studio Wąchock                  | 2009 | śpiew                                                                          | [ 52 ] |
| Cafe Fogg 2 (kompilacja)                                 | 2009 | śpiew w utworze „Piosenka nieaktualna”                                         | [ 53 ] |
| Joanna Gajda Quartet – Heaven Earth Earth Heaven         | 2010 | gościnnie śpiew w utworze „Don’t Be Afraid Little Flock”                       | [ 54 ] |
| Baaba & The Fearless Vampire Killers – The Wrong Vampire | 2012 | głos, wiolonczela                                                              | [ 55 ] |
| Anioły w kolorze (kompilacja)                            | 2012 | śpiew w utworach „Groszki i róże” i „Karuzela z madonnami”                     | [ 56 ] |
| Panny wyklęte (kompilacja)                               | 2013 | śpiew w utworze „Czarno–biały”                                                 | [ 22 ] |
| Męskie Granie 2013 (kompilacja)                          | 2013 | śpiew w utworze „Kozmic Blues”                                                 | [ 57 ] |
| Tymon & The Transistors – Rock’n’roll                    | 2014 | gościnnie śpiew w utworach „My Back Pages”, „Space Oddity” i „Come As You Are” | [ 58 ] |
| Sounds of the 80s (kompilacja)                           | 2015 | śpiew w utworze „Burning Down the House”                                       | [ 59 ] |
| Wovoka – Sevastopolis                                    | 2015 | chórki w utworach „God Will Never Change” i „It Serves Me Right to Suffer”     | [ 60 ] |
| Męskie Granie 2015 (kompilacja)                          | 2015 | śpiew w utworach „Miód” i „Nazywam się niebo”                                  | [ 61 ] |
| Voo Voo – 30 Lat Voo Voo                                 | 2015 | gościnnie śpiew w utworach „To co zostanie” i „Wannolot”                       | [ 62 ] |
| Catz N’ Dogz – Basic Colour Theory                       | 2015 | gościnnie śpiew w utworze „Cravings”                                           | [ 63 ] |
| Piotr Zioła – Revolving Door                             | 2016 | gościnnie śpiew w utworze „Zapalniki”                                          | [ 64 ] |
| Ania Rusowicz i Goście – Flower Power                    | 2016 | gościnnie śpiew w utworze „Whole Lotta Love”                                   | [ 65 ] |
| Krzysztof Zalewski – Zalewski śpiewa Niemena             | 2018 | śpiewa chórki                                                                  | [ 66 ] |

## Teledyski
| Tytuł            | Rok  | Reżyseria                             | Album                                 | Źródło |
| ---------------- | ---- | ------------------------------------- | ------------------------------------- | ------ |
| „Lion Girl”      | 2008 | Marta Pruska, Justyna Jeger Naglowska | Maupka Comes Home                     | [ 9 ]  |
| „Gwiazdy”        | 2010 | Filip Kabulski                        | Gram duszy                            | [ 13 ] |
| „Ocean Prayer”   | 2011 | Florian Malak                         | Gram duszy                            | [ 14 ] |
| „Niebieski”      | 2013 | Bartosz Pogoda                        | Kozmic Blues: Tribute To Janis Joplin | [ 18 ] |
| „Maybe”          | 2013 | Kurkot                                | Kozmic Blues: Tribute To Janis Joplin | [ 19 ] |
| „Miód”           | 2014 | Anna Bajorek                          | Prąd                                  | [ 67 ] |
| „Prąd”           | 2015 | Anna Bajorek                          | Prąd                                  | [ 68 ] |
| „Królowa śniegu” | 2015 | Tomasz Nalewajek                      | Prąd                                  | [ 69 ] |
| „Swiatło nocne”  | 2017 | Ania Bajorek                          | Światło nocne                         |        |
| „Ciepły Wiatr”   | 2019 | Silvia Pogoda                         | Jak Malować Ogień                     |        |
| „Ogień”          | 2019 | Ania Bajorek                          | Jak Malować Ogień                     |        |

## Nagrody i wyróżnienia
| Rok  | Nagroda                | Kategoria                                | Tytułem                 | Nota      | Źródło |
| ---- | ---------------------- | ---------------------------------------- | ----------------------- | --------- | ------ |
| 2009 | Fryderyki 2009         | Wokalistka roku                          | Natalia Przybysz        | Nominacja | [ 70 ] |
| 2011 | Fryderyki 2011         | Album roku hip-hop/ R&B/ reggae          | Gram duszy              | Nominacja | [ 15 ] |
| 2013 | Yach Film 2013         | Kreacja aktorska                         | „Niebieski”             | Nominacja | [ 71 ] |
| 2014 | Yach Film 2014         | Kreacja aktorska                         | „Nazywam się niebo”     | Nominacja | [ 72 ] |
| 2015 | Fryderyki 2015         | Album roku rock                          | Prąd                    | Wygrana   | [ 73 ] |
| 2015 | Fryderyki 2015         | Utwór roku                               | „Miód”                  | Wygrana   | [ 73 ] |
| 2015 | SuperJedynki           | SuperArtystka                            | Natalia Przybysz        | Nominacja | [ 29 ] |
| 2015 | Yach Film 2015         | Kreacja aktorska                         | „Królowa śniegu”        | Nominacja | [ 74 ] |
| 2018 | Fryderyki 2018         | Album roku pop                           | Światło nocne           | Wygrana   | [ 75 ] |
| 2020 | Fryderyki 2020         | Album roku pop                           | Jak malować ogień       | Wygrana   | [ 76 ] |
| 2020 | Fryderyki 2020         | Nowe wykonanie                           | „Krakowski spleen”      | Nominacja | [ 76 ] |
| 2020 | Fryderyki 2020         | Przebój roku                             | „Ciepły wiatr”          | Nominacja | [ 76 ] |
| 2023 | Fryderyki 2023         | Album Roku Piosenka Poetycka i Literacka | Zaczynam się od miłości | Nominacja | [ 77 ] |
| 2023 | Kobieta Roku „Glamour” | Ikona                                    | Natalia Przybysz        | Wygrana   | [ 78 ] |
| 2024 | Fryderyki 2024         | Album roku indie pop                     | Tam                     | Nominacja | [ 79 ] |

## Filmografia
| Tytuł  | Rok  | Uwagi                                                           | Źródło |
| ------ | ---- | --------------------------------------------------------------- | ------ |
| Ziomek | 2006 | rola dubbingowana, serial animowany, reżyseria: Laurent Nicolas | [ 1 ]  |